# チャールズ・ケネディ (第5代エイルザ侯爵)
第5代エイルザ侯爵チャールズ・ケネディ（英語: Charles Kennedy, 5th Marquess of Ailsa、1875年4月10日 – 1956年6月1日）は、イギリスの貴族、軍人。

## 生涯
第3代エイルザ侯爵アーチボルド・ケネディと1人目の妻エヴリン（Evelyn、旧姓ステュアート（Stuart）、1848年6月24日 – 1888年7月26日、第12代ブランタイヤ卿チャールズ・ステュアートの娘）の次男として、1875年4月10日に生まれた。イートン・カレッジと王立農業カレッジで教育を受けた。
1894年1月27日にロイヤル・スコッツ・フュジリアーズ第3大隊（民兵大隊）の少尉（Second Lieutenant）に任命されたが、同年5月5日に辞任した。第二次ボーア戦争では1900年から1901年までロイヤル・スコッツ・フュジリアーズ第3大隊の一員として参戦した。
第一次世界大戦では1915年1月12日にエアシャー・ヨーマンリー連隊で大尉の暫定階級を与えられた後、1917年1月20日に少佐の暫定階級を与えられ、同年6月6日に少佐の暫定階級の地位が終了して大尉に戻った。1921年1月14日に国防義勇部隊における軍職を辞任した。同年7月8日にDefence Forceにおける軍職を辞任した。
1943年2月27日に兄アーチボルドが死去すると、エイルザ侯爵位を継承した。1945年、家領のカレイン城を（家族の住居となる一部を残して、それ以外を）ナショナル・トラスト・フォー・スコットランドに寄贈した。
1956年6月1日にカレイン城で死去、4日に同地で埋葬された。弟アンガスが爵位を継承した。

## 家族
1925年12月15日、コンスタンス・バーバラ・バード（Constance Barbara Baird、1931年11月3日没、エドワード・クラークの娘、サー・ジョン・アースキン・ケネディ・バードの未亡人）と結婚したが、2人の間に子供はいなかった。
1933年4月26日、ヘレン・エセル・カニンガム（Helen Ethel Cunninghame、1959年2月17日没、ジェームズ・マクドゥオールの娘、リチャード・ジョン・カニンガムの未亡人）と再婚したが、2人の間に子供はいなかった。